# اغتيال الأرشيدوق النمساوي فرانتس فرديناند
اغتيال الأرشيدوق النمساوي فرانتس فرديناند حدث في 28 يونيو 1914 في أثناء زيارة وريث العرش النمساوي الأرشيدوق فرانتس فرديناند وزوجته سراييفو عاصمة البوسنة والهرسك، مجموعة من ستة قتلة هم: نيديليكو كابرينوفيك، سيفيتكو بوبوفيتش، محمد باسيك، غافريلو برينسيب، تريفكو غاربيز وفاسو كبريلوفيك من حركة البوسنة الشابة المجهزة من قبل تنظيم اليد السوداء السرية تجمعوا في الشارع الذي سيمر به موكب الأرشيدوق.
في الساعة 10:10 صباحًا  اقتربت سيارة ولي العهد من الشارع الذي سيمر فيه، فألقى نيديليكو كابرينوفيك قنبلة على سيارة الأرشيدوق المكشوفة  وتسبب ذلك في إصابة ضابط الحراسة وعدد من الناس قدِّروا بحوالي 16-20 مصاب. بعد ذلك حاول القتلة الآخرون في اغتياله ولكن سيارة ولي العهد مرت بسرعة من بينهم بعد حادثة القنبلة الأولى. بعد ساعة من هذا الحادث وبعد عودة ولي العهد من مستشفى سراييفو في زيارة لضابط الحراسة المصاب اتخذت قافلة المسير منعطفًا خاطئًا لأحد الشوارع، ومن باب الصدف المقدرة أن غافريلو برينسيب كان واقفًا هناك. أطلق برينسيب طلقتين من مسدسه على ولي العهد فرانتس فرديناند علي الوريد الوداجي للأرشيدوق، أما الطلقة الثانية فأصابت زوجته صوفي في بطنها.

## الخلفية
حصلت النمسا والمجر على تفويض باحتلال وإدارة ولاية البوسنة العثمانية بموجب معاهدة برلين لعام 1878، بينما احتفظت الإمبراطورية العثمانية بالسيادة الرسمية. بموجب هذه المعاهدة نفسها، أعطت القوى العظمى (النمسا-المجر، والمملكة المتحدة، وفرنسا، والإمبراطورية الألمانية، وإيطاليا، والإمبراطورية الروسية) اعترافًا رسميًا بإمارة صربيا كدولة ذات سيادة كاملة، والتي تحولت بعد أربع سنوات إلى مملكة تحت قيادة الأمير ميلان الرابع أوبرنوفيتش الذي أصبح لاحقًا ميلان الأول ملك صربيا. كان ملوك صربيا، في ذلك الوقت من سلالة أوبرنوفيتش الملكية التي حافظت على علاقات وثيقة مع النمسا والمجر، راضين عن السيطرة داخل الحدود التي حددتها المعاهدة.
تغير هذا في مايو من عام 1903، عندما اقتحم ضباط الجيش الصربي بقيادة دراجوتين ديميترييفيتش القصر الملكي الصربي. بعد معركة شرسة في الظلام، أسر المهاجمون الجنرال لازا بتروفيتش، قائد حرس القصر، وأجبروه على الكشف عن مكان إخفاء الملك ألكسندر الأول أوبرينوفيتش وزوجته الملكة دراجا، ولذلك فتح الملك والملكة باب مخبئهما. أُطلق النار على الملك ثلاثين مرة؛ وثمانية عشر مرة على الملكة. كتب ماكينزي «جُردت الجثتان الملكية من الملابس وطُعنت بالسيوف بوحشية». ألقى المهاجمون جثتي الملك ألكساندر والملكة دراجا من نافذة القصر، منهيين أي تهديد قد يشنه الموالون كهجوم مضاد. ثم قُتل الجنرال بيتروفيتش أيضًا (نظّم فويسلاف تانكوسيتش اغتيالات إخوة الملكة دراجا؛ ديميترييفيتش وتانكوسيتش في الفترة بين 1913-1914 وكان هذا حدث بارز في المؤامرة لاغتيال فرانز فرديناند). قام المتآمرون بتنصيب بيتر الأول من آل كاراجوروفيتش ملكًا جديدًا للمملكة.
كانت السلالة الجديدة أكثر قومية وودية تجاه روسيا وأقل ودية مع النمسا-المجر. على مدار العقد التالي، اندلعت النزاعات بين صربيا وجيرانها، حيث تحركت صربيا لبناء قوتها واستعادة أمجاد إمبراطوريتها كما كانت في القرن الرابع عشر تدريجياً. تضمنت هذه النزاعات نزاعًا جمركيًا بين النمسا والمجر ابتداءً من عام 1906 (يشار إليها عمومًا باسم «حرب الخنازير»)؛ والأزمة البوسنية في عامي 1908-1909، حين تبنت صربيا موقفًا احتجاجيًا على ضم النمسا والمجر للبوسنة إليها (انتهت بالرضوخ الصربي دون تعويض في مارس من عام 1909)؛ وأخيراً حربي البلقان في 1912-1913، حيث استحوذت صربيا على مقدونيا وكوسوفو من الإمبراطورية العثمانية وطردت بلغاريا منها.
شجعت النجاحات العسكرية الصربية والغضب الصربي من الضم النمساوي المجري للبوسنة والهرسك من صعود القوميين الصرب في صربيا والنمسا والمجر المغتاظين من الحكم النمساوي المجري والذين أثارت المنظمات «الثقافية» الصربية مشاعرهم القومية. ومن الأمثلة البارزة على ذلك المجتمع الصربي نارودنا أودبرانا (دفاع الشعب)، الذي شُكل في بلغراد في 8 أكتوبر من عام 1908 بمبادرة من ميلوفان ميلوفانوفيتش. تحت ستار الأنشطة الثقافية، عملت على تقويض ولاء الصرب في النمسا والمجر لنظام هابسبورغ. في السنوات الخمس التي سبقت عام 1914، نفذ قتلة مستقلون-معظمهم من الصرب من النمسا والمجر- سلسلة من محاولات الاغتيال الفاشلة في كرواتيا والبوسنة والهرسك ضد المسؤولين المجريين النمساويين. نشأت حركة ثورية محلية تُعرف باسم الشباب البوسني في البوسنة والهرسك، وهدفت إلى حل الإمبراطورية النمساوية المجرية.
في 3 يونيو من عام 1910، حاول بوجدان زراييك، وهو عضو حركة الشباب البوسنة، قتل الجنرال ماريان فارشانين، الحاكم النمساوي للبوسنة والهرسك. كان زراييك صربيًا أرثوذكسيًا يبلغ من العمر 22 عامًا من نيفيسيني، الهرسك، وكان طالبًا في كلية الحقوق في جامعة زغرب وقام برحلات متكررة إلى بلغراد. (تابع الجنرال فيريسانين سحق آخر انتفاضة فلاحية بوسنية في النصف الثاني من عام 1910). جعلت الطلقات الخمس التي أطلقها زيراييك على فارشانين والرصاصة القاتلة التي وضعها في دماغه من زيراييك مصدر إلهام للقتلة في وقت لاحق، بما في ذلك وبرنسيب وشريكه آبرينوفيتش. قال برينسيب إن سيراييك «مثلي الأعلى الأول. عندما كان عمري سبعة عشر عامًا، أمضيت ليال كاملة عند قبره، متأملًا في حالتنا البائسة وأفكر فيه. هناك قررت أن أدعو عاجلاً أم آجلاً إلى الثورة».
في مايو من عام 1911، أسس الأعضاء الرئيسيون في نارودنا أودبرانا بما في ذلك ديميترييفيتش وتانكوسيتش جمعية «اليد السوداء»، وهي جمعية سرية مكرّسة لإنشاء صربيا الكبرى من خلال «العمل الإرهابي». داخل البوسنة والهرسك، اخترقت شبكات كل من اليد السوداء ونارودنا أودبرانا الحركات الثورية المحلية مثل حركة البوسنة الشابة.
في عام 1913، أمر الإمبراطور فرانتس يوزف الأرشيدوق فرانتس فرديناند بمراقبة المناورات العسكرية في البوسنة المقررة في يونيو من عام 1914. بعد المناورات، خطط فرديناند وزوجته لزيارة سراييفو لفتح متحف الدولة في مقره الجديد هناك. بحسب ابنهما الأكبر، الدوق ماكسيميليان، رافقت الدوقة صوفي زوجها خوفًا على سلامته.

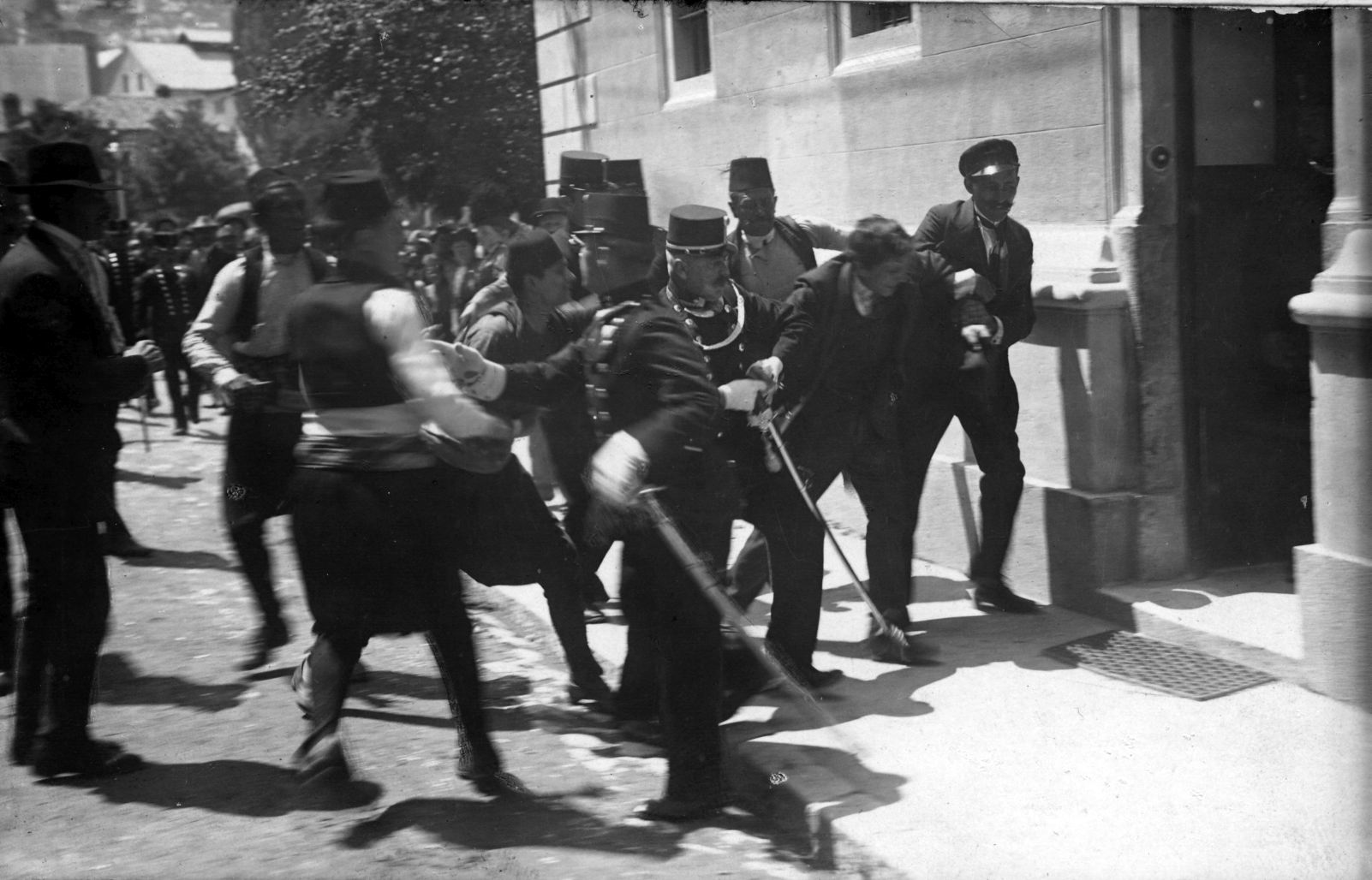
القبض على غافريلو برينسيب عام (1914)م بعد اغتياله الأرشيدوق فرانتس فرديناند.

بما أن صوفي -على الرغم من انحدارها من عائلة أرستقراطية رفيعة- لم تكن من أسرة حاكمة، فإن اتحادها مع وريث هابسبورغ يمكن أن يكون مجرد زواج مرغنطي. لم يوافق الإمبراطور فرانتس يوزف على زواجهما إلا بشرط عدم استلام نسلهم للحكم. كان يوم 28 يونيو الذكرى السنوية الرابعة عشر لزواجهما. كما يذكر المؤرخ ألان جون بيرسيفال تايلور:
«لم يكن من الممكن لصوفي مشاركة «فرانز فرديناند» في منصبه... ولا مشاركته في مجده أبدًا، ولا يمكنها حتى الجلوس إلى جانبه في أي مناسبة عامة. كان هناك ثغرة واحدة... يمكن أن تحظى زوجته بالتقدير المناسب لمنصبه في حال كان يعمل بصفته العسكرية. وبالتالي، قرر، في عام 1914، تفقد الجيش في البوسنة. هناك، في العاصمة سراييفو، كان بإمكان الأرشيدوق وزوجته الركوب في عربة مفتوحة جنبًا إلى جنب... وهكذا -من أجل الحب- ذهب الأرشيدوق إلى موته».
كان فرانتس فرديناند مدافعًا عن الولايات المتحدة للنمسا الكبرى ويؤمن بشكل كبير أنه يحبذ وحدة الولايات الثلاثة، والتي بموجبها سيُعاد تنظيم النمسا والمجر من خلال دمج الأراضي السلافية داخل الإمبراطورية النمساوية المجرية في عرش ثالث. كان من الممكن أن تكون المملكة السلافية حصنًا ضد الوحدوية الصربية، وبالتالي نظر هؤلاء الأتباع أنفسهم إلى فرانتس فرديناند باعتباره تهديدًأ جادًا. صرح برينسيب لاحقًا للمحكمة أن أحد دوافعه كان منع إصلاحات فرانتس فرديناند المخطط لها.
صادف يوم الاغتيال، 28 يونيو (15 يونيو في التقويم اليولياني)، في عيد القديس فيتوس. في صربيا، يطلق عليه فيدوفدان وتُحيا فيه ذكرى معركة قوصوه (كوسوفو) في عام 1389 ضد العثمانيين، حيث اغتيل السلطان في خيمته على يد صربي.